# James Longley
James Longley (Oregon, 1972) è un regista e produttore cinematografico statunitense.

## Biografia
Ha seguito corsi di studi cinematografici presso la University of Rochester e la Wesleyan University, negli Stati Uniti. Si è poi iscritto all'Istituto Russo per la Cinematografia (VGIK) di Mosca. Durante questo periodo ha prodotto un cortometraggio sulla vita di un ragazzo all'interno di un orfanotrofio di Mosca, Portrait of a boy with a dog (Ritratto di ragazzo con cane), che gli ha valso il premio Student Academy Award assegnatogli nel 1994 dall'Academy of Motion Pictures, Arts and Science.
Gli anni seguenti lo vedono impegnato in diverse occupazioni:  operatore cinematografico a Washington, insegnante di inglese in Siberia, redattore per un giornale di Mosca e web designer a New York. Nel 2001 la svolta decisiva: il viaggio in Palestina ed il suo primo documentario "Gaza Strip", che lo vede impegnato nella veste sia di produttore che di regista. Il documentario, che racconta la vita quotidiana durante l'occupazione israeliana nella striscia di Gaza, vista e raccontata dai bambini e giovani palestinesi, viene prodotto durante la primavera del 2002 e pubblicato lo stesso anno.
Nel 2002 Longley parte per l'Iraq per lavorare alla produzione del suo secondo documentario, "Iraq in fragments", sulla vita dei civili iracheni alle prese con la guerra, pubblicato nel 2006 e inserito fra le nomination dei Premi Oscar 2007 nella categoria Migliore documentario. Il materiale raccolto durante il periodo trascorso in Iraq, dal 2003 al 2005, servirà anche alla produzione dell'ultimo cortometraggio, uscito nell'agosto 2006, "Sari's mother", una madre alla ricerca di cure ospedaliere per il figlio decenne, malato di AIDS, nell'Iraq in guerra.
Longley è il fondatore della Daylight Factory, una società di produzione impegnata nella creazione di documentari su argomenti di interesse politico-internazionale.

## Filmografia
- Gaza Strip (2002)
- Iraq in fragments (2006)
- Sari's mother (2006)